# 花崗片麻岩
花崗片麻岩又稱花岡片麻岩，是一種變質岩，為花崗岩與片麻岩交替配列組成的岩石。
花崗片麻岩主要由石英、長石、黑雲母組成，外觀為灰白色的岩石。
金門島、烈嶼等區域是中華民國現行管治地區中的花崗片麻岩主要產地。
由於硬度高，適合做建材。